# Paniowy
Paniowy (niem. Groß Paniow) – część miasta Mikołów i sołectwo (jednostka pomocnicza gminy miasto Mikołów), przy drodze wojewódzkiej nr 925.

## Historia
Pierwsze wzmianki pochodzą z roku 1282. w 1819 Gottlob von Wrochem kupił te dobra od Antoniego von Schimonsky'ego dla swego syna Adolfa. Adolf von Wrochem sprzedał ten majątek w 1850 r.
Do roku 1922 w granicach powiatu zabrzańskiego, następnie po wytyczeniu granicy polsko-niemieckiej do rudzkiego, a po zniesieniu ww. w roku 1924 miejscowość należała do powiatu pszczyńskiego. Od roku 1945 wraz z wsiami Mokre i Borowa Wieś należały do gromady Śmiłowice. W roku 1954 zostaje przyłączona do powiatu tyskiego a w roku 1975 do gminy miejskiej Mikołów.